# Jeanne Sandelion
Jeanne Brigitte Sandelion, née le 14 septembre 1899 à Thoissey (Ain) et morte le 2 octobre 1976 dans la même commune, est une autrice française de poésies, de romans, d'essais et de journaux intimes, principalement connue aujourd'hui pour sa longue  liaison uniquement épistolaire avec Henry de Montherlant.

## Biographie
Jeanne Sandelion est la fille unique de commerçants de cycles en tous genres dans la ville de Thoissey. Elle est éduquée dans le cadre d'un patronage ecclésiastique, avant d'aller au pensionnat de Romanèche, où elle obtient les premières places aux certificats élémentaire et supérieur.
Après avoir abandonné ses études à l'adolescence, elle participe aux travaux ménagers et écrit à ses filleuls de guerre pendant le conflit de 1914-1918, cependant qu'elle se passionne pour la poésie et décide de se former par elle-même afin d'écrire. C'est à cette époque qu'elle rédige son premier recueil, Les Cœurs en peine, publié en 1923. La jeune fille participe à plusieurs concours littéraires organisés par la presse, ce qui lui permet de se lancer en littérature, aidée en cela par Henry de Montherlant, à qui elle écrivit dès l'âge de 24 ans puis qu'elle rencontra, et à qui elle voue un amour passionné à sens unique. Elle anime des rubriques de courrier des lecteurs pour plusieurs magazines féminins, publie des articles dans différentes revues littéraires, et rédige plusieurs romans et recueils de poèmes.
Toutefois, c'est surtout par l'intérêt (uniquement platonique et intellectuel) que lui a porté Henry de Montherlant qu'elle s'est fait remarquer. Échangeant de 1926 à 1963 une correspondance nourrie avec l'écrivain, elle a été, bien plus persuadée que ses consœurs Alice Poirier et Mathilde Pomès, d'être le modèle essentiel de « jeune fille » pour l'une des principales héroïnes épistolaires de son célèbre roman cyclique Les Jeunes Filles (quatre tomes : I Les Jeunes filles, II Pitié pour les femmes, III Le Démon du bien, IV Les Lépreuses).

Depuis la publication de cette correspondance, le doute n'est plus permis : elle est bel et bien l'inspiratrice principale, et à ses dépens, de ce roman,. Illustration : extrait d'une lettre de Montherlant datée du 18 juin 1929 : « Tout ce que vous m'écrivez qui vous est personnel, vous le retrouverez un jour sous ma plume, repris, commenté, discuté... »
Elle entretient également une correspondance nombreuse avec les milieux littéraires, citons  André Foulon de Vaulx,  Josette Clotis, compagne de André Malraux,  Théophile Briant, Philippe Chabaneix, Joseph Delteil, Jean Tenant, Claude-Maurice Robert, etc..
Dans son village natal, elle laisse le souvenir d'une femme réservée, voire hautaine, peu insérée dans la vie locale.

## Publications

### Recueils de poésie
- Les cœurs en peine, poèmes, 1923
- Le pollen des choses, poèmes, 1924
- Azur, poèmes, 1924 ; 1934
- La vie et moi, poèmes, 1927
- L'année sentimentale, poèmes, 1936
- D'un amour vivant, poèmes, 1939
- D'un amour tué, poèmes, 1939
- Pour un enfant perdu, poèmes, 1947
- Enfant de paix, poèmes, 1953
- La vie en rouge, poèmes, 1955
- Stèle, poèmes, 1963
- Il reste la douleur, poèmes, 1967
- C'est toujours le printemps, poèmes, 1971
- Merci du monde !, poèmes, 1975

### Romans et nouvelles
- L'âge où l'on croit aux îles, préface de Henry de Montherlant, roman, 1930 ; 1948
- Un seul homme..., roman, 1931

Romans écrits sous le pseudonyme de Brigitte Sandel :
- J'aime une déesse, roman, 1953
- Miss Casse-cou eut peur, roman, 1964
- Le cygne noir, roman, 1966

Collection des petits romans complets de Nous deux sous le pseudonyme de Brigitte Sandel :
- Cher oncle Thierry, roman complet
- Ils ne faisaient qu'un, roman complet
- Toute la gamme, roman complet
- Virginia et les siens, roman complet

### Essai
- Montherlant et les femmes, avec 45 lettres inédites de Henry de Montherlant, 1950 ; 1960.

### Inédits
- Journal intime, 1909 à 1976,  tenu sur plus de 150 gros cahiers numérotés formant des milliers de pages et qu'elle voulait léguer à Montherlant si elle mourrait avant lui. Après sa mort ce Journal intime - important pour l'histoire littéraire - fut préempté par la Bibliothèque nationale de France lors de la dispersion de ses biens en 2007.
- Journal d'une provinciale, dactylogramme de 98 feuillets sur la période 1940/1950.